# 女人的顏色
《女人的颜色》是2012年6月27日至2012年7月24日在江苏卫视首播的一部都市爱情片，翻拍自韩剧《粉红色唇膏》。导演俞钟，主演凌潇潇、王媛可、徐筠。分為上部《女人的颜色》(36集) 和 下部《女人的抉择》(34集)，于同期接档播出。

## 剧情
富商叶某拥有一家公司，家里有一个贤淑的妻子和2个女儿，大女儿叶静宜，二女儿叶文童，叶静宜从小就结识了闺蜜姚倩倩。姚倩倩在意大利留学期间，认识了随团远赴意大利学习交流的王进，两人迅速打得火热，并且在意大利同居，当考察团结束之后，王进偷偷地回国了。不久之后，当姚倩倩回到中国时，发现自己的闺蜜叶静宜的结婚对象竟然是自己的男友王进，虽然姚倩倩极力阻止他们结婚，但都无济于事，只得做了王进身边情人的角色。王进和叶静宜结婚并非源自爱情，而是觊觎叶家的产业和家业，嘉美集团的董事长于金和王进后来联手吞并了叶家的企业，由于雄心勃勃，于金随后又扳倒了王进，王进和叶静宜分手之后，于金的侄子于清江和她相恋，两人最终走到一起，于金也把从王进那夺取的财产还给了叶静宜的母亲。

## 演员
| 演员   | 角色   | 原角色 | 备注                                                                                               |
| 徐筠   | 叶静宜 | 柳佳恩 | 叶家的大女儿，天生娇贵，但不骄纵，起初和王进结婚，后和于清江在一起。                               |
| 凌潇肃 | 于清江 | 何在凡 | 嘉美集团董事长于金的侄子，留美海归，受到西方文化的影响，崇尚自由民主和追求爱情，后和叶静宜在一起。 |
| 芦芳生 | 王进   | 朴廷禹 | 家境贫寒，父亲早逝，母亲带着他和妹妹长大，因为儿时贫苦的记忆而心理变态，为掠取财富不择手段。       |
| 王媛可 | 姚倩倩 | 金美兰 | 叶静宜儿时的闺蜜，留学意大利的时装设计师，在意大利和王进相爱，后位王进生下一个女儿。               |
| 白凡   | 于金   | 孟豪杰 | 嘉美集团董事长，于清江的叔叔，于海波的爸爸，商人和企业家。                                         |
| 杨雯雯 | 叶文童 | 柳映恩 | 叶静宜同父异母的妹妹。                                                                             |
| 康亢   | 于海波 | 孟瑞振 | 于金的儿子，于清江的表弟，喜欢叶文童。                                                             |
| 秦旋   | 王燕   | 朴晶希 | 王进的妹妹。                                                                                       |
| 张晗   | 叶母   | 郑海实 | 叶静宜的继母，叶文童的亲生母亲。                                                                   |
| 张琪   | 叶父   | 柳东国 | 叶静宜和叶文童的父亲，王进的岳父，因遇人不淑、识人不明而被自己的女婿王进害死。                     |
| 王思语 | 姚母   | 郑末子 | 年轻时喜欢风流快活，嫁给了一个喜欢喝酒打架的莽夫，生下女儿姚倩倩，后来离婚和赵贵生在一起。         |
| 王彩平 | 王母   | 芬女   | 丈夫早逝，独自带大一个女儿和儿子，由于家境贫寒养成了刻薄、小气的性格。                             |
| 周晓鸥 | 赵贵生 | 赵勇甲 | 姚倩倩的继父，为人懒惰，好吃懒做，嗜好赌博。                                                       |
| 张婉   | 王小妞 | 朴娜莉 | 王进、姚倩倩的女儿，叶静宜的养女。                                                                 |
| 侯晓   | 叶小宝 | 柳慶哲 | 叶静宜失散多年的弟弟。                                                                             |

## 曲目
- 片尾曲《爱也不爱》，作词：艳乐队，作曲：艳乐队；演唱：艳乐队。
- 插曲《不必再说爱我》，作词：周诗雅，作曲：Vannessa，演唱：周诗雅。

## 花絮
徐筠出演的叶静宜历经“父亲离世、丈夫背叛、朋友欺骗”最后找到自己的幸福生活。
王媛可出演的姚倩倩是一个为了自己的爱情，伤害朋友和爱人的人。
搜狐网评价说：“该剧充斥着重口味，背叛、诡计、复仇，处处让人揪心，两女一男上演复杂情感关系，家庭和事业的冲突、情场和商场的残酷斗争，都让人欲罢不能。”
导演俞钟称《女人的颜色》是“史上最纠结感情戏”。

## 收視率
(由csm数据参考而来，收视率包括全天收视指数和市场(收视)份额参数)
| 平台     | 平均收视率 | 平均市場份額 | 全年排名 |
| 江苏衛視 | 1.560      |              | 10       |

## 外部連結
- 新浪网电视剧《女人的颜色》专题 （页面存档备份，存于）